# الرابطة كوستي
نادي الرابطة الرياضي (المعروف أيضًا باسم الرابطة كوستي)، هو نادٍ سوداني لكرة القدم مقره مدينة كوستي في ولاية النيل الأبيض. تأسس عام 1947.[بحاجة لمصدر] يلعب في دوري الدرجة الثانية السوداني لكرة القدم. الملعب الرسمي للفريق هو استاد كوستي الذي يتسع لحوالي 3,000 متفرج.

## سجل المشاركات
- الدوري السوداني الممتاز (8 مرات): 2023، 2020، 2019، 2017، 2016، 2015، 2014، 2012.[3]

- كأس السودان (مرتان) :2020، 2017.[3]